# Edith Frances
Edith Frances (23 agosto 1995) è una cantautrice canadese ed ex membro del gruppo di Crystal Castles dal 2015 fino al 2017.
Nel 2015 ha lavorato con i Crystal Castles insieme da Ethan Kath che ha parlato che l'ex chiamato Alice Glass che l'ha abbandonato dal gruppo nel 2014, e Edith ha aiutato insieme da Kath per creare nuovo il quattro album chiamato Amnesty (I), uscirà il 19 agosto 2016. Tuttavia, nel 2017, Edith ha lasciato dal gruppo Crystal Castles dopo pubblicazione il quattro album in studio.

## Discografica

### Per Crystal Castles
- 2016 – Amnesty (I)